# Деди III фон Веттин
Деди III фон Веттин (нем. Dedi (Dedo) III. von Wettin; ок. 1040 — ранее 26 октября 1069) — маркграф Лужицкой марки в 1069 году (под именем Деди II), старший сын Деди I (II), маркграфа Лужицкой марки и графа Айленбурга, от первого брака с Одой, дочерью маркграфа Титмара (IV).

## Биография
О Деди III известно не очень много. В 1068 году умер граф Веймара и маркграф Мейсена Оттон, оставивший только дочерей. Новым маркграфом Мейсена император Генрих IV назначил своего родственника Экберта I Старшего, а после его смерти в 1068 году — его малолетнего сына Экберта II.
Но на Мейсен предъявил права и маркграф Лужицкой марки Деди II Старший, отец Деди III, желавший объединить в своих руках все саксонские марки. Покойный маркграф Оттон приходился ему пасынком. Для того, чтобы обеспечить свои права на Мейсен, Деди II Старший в 1069 году женился на его вдове Адели Лувенской.
Согласно хронисту Ламперту Херсфельдскому, именно Адель побудила Деди восстать против императора Генриха IV. Император, узнавший о намерениях Деди, собрал армию и выступил против непокорного вассала. При этом против Деди выступил и его собственный сын от первого брака, Деди III Младший. В итоге Деди II был посажен под стражу, где пробыл какое-то время, а был выпущен только после того, как согласился отдать императору часть владений в Южном Швабенгау и Гассегау. Лужицкую марку император передал Деди III Младшему. Однако в том же году Деди Младший был убит при странных обстоятельствах. Точная дата смерти не известна, но это произошло до 26 октября. Также неизвестны обстоятельства убийства. Ламперт пишет, что молва обвиняла в убийстве его мачеху. Деди II в итоге формально примирился с императором и получил Лужицкую марку обратно.
Женат Деди III не был, детей не оставил.